# Dreamtime (The Stranglers)
Dreamtime es el noveno álbum de estudio de la banda inglesa The Stranglers. Producido por Mike Kemp en Spaceward Studios en Cambridge (Inglaterra) entre los meses de marzo y abril de 1986 y lanzado en 27 de octubre de ese mismo año por el sello Epic.

## Listado de canciones
1. "Always the Sun" (4:51)
2. "Dreamtime" (3:43)
3. "Was it You?" (3:40)
4. "You'll Always Reap What You Sow" (5:13)
5. "Ghost Train" (5:04)
6. "Nice in Nice" (4:03)
7. "Big in America" (3:18)
8. "Shakin' Like a Leaf" (2:36)
9. "Mayan Skies" (3:56)
10. "Too Precious" (6:44)